# Гонскі (Лодзинське воєводство)
Гонскі (пол. Gąski) — село в Польщі, у гміні Воля-Кшиштопорська Пйотрковського повіту Лодзинського воєводства.
Населення — 310 осіб (2011).
У 1975-1998 роках село належало до Пйотрковського воєводства.

## Демографія
Демографічна структура станом на 31 березня 2011 року:
|          | Загалом | Допрацездатний вік | Працездатний вік | Постпрацездатний вік |
| -------- | ------- | ------------------ | ---------------- | -------------------- |
| Чоловіки | 147     | 29                 | 104              | 14                   |
| Жінки    | 163     | 40                 | 84               | 39                   |
| Разом    | 310     | 69                 | 188              | 53                   |